# Aydın Məmmədov
Aydın Balamirzə oğlu Məmmədov (Aydin Balamirza oglu Mammadov, geboren 1967 in Sumgait, Aserbaidschanische SSR, UdSSR) ist ein aserbaidschanischer Historiker, Demografiewissenschaftler und Spezialist für historische Demografie. außerordentlicher Professor am Institut für Quellenkunde, Historiographie und Methodik der Staatlichen Universität Baku.

## Biografie
Aydın Məmmədov wurde 1967 in Sumgait geboren. 1975–1983 besuchte er die dortige Sekundarschule Nr. 10. 1983 schloss er das Baku Pedagogical College, benannt nach M. A. Sabir, mit Auszeichnung ab. 1987–1989 war er Soldat der Sowjetarmee. 1989–1994 studierte er an der Fakultät für Geschichte der Staatlichen Universität Baku und schloss mit Auszeichnung ab. Er erhielt das Karl-Marx-Stipendium für exzellentes Hochschulstudium. 1994–1997 arbeitete er an der Staatlichen Universität Sumqayıt und an verschiedenen Vorbereitungskursen. 2013 promovierte er in Geschichte zum Thema „Türkei-Politik von Deutschland und ihre Geschichtsschreibung im späten 19. bis frühen 20. Jahrhundert“ am Fachgebiet 5509.01 – „Historiographie, Quellenkunde und Methoden“.
Seit 2001 arbeitet er an der BSU am Lehrstuhl für Quellenkunde, Historiographie und Methoden. 2019 schrieb Aydın Məmmədov das erste Lehrbuch „Historische Demografie“ in Aserbaidschanisch. Im selben Jahr wurde ihm die Medaille „100 Jahre Baku State University“ verliehen.
Aydin Mammadov ist seit dem 27. Februar 2020 außerberuflicher Doktorand an der Fakultät für Geschichte der Staatlichen Universität Baku, Fachgebiet 5509.01 – „Historiographie, Quellenkunde und Methoden der historischen Forschung“ für den Grad eines Doktors der Geschichtswissenschaften.

## Teilnahme an internationalen Konferenzen, Symposien und Seminaren
- Versuche Deutschlands, nationale, moralische und kulturelle Werte in der türkischen Politik des späten 19. – frühen 20. Jahrhunderts zu verwenden // Kulturelle Vielfalt als gesellschaftspolitischer Wert II Nationales Kulturwissenschaftliches Forum Baku, 2010, S. 201–203.
- Türkische Deutschlandpolitik im späten 19. - frühen 20. Jahrhundert und ihre Geschichtsschreibung // Aserbaidschan auf dem Weg zu einer entwickelten Gesellschaft: Realitäten, Perspektiven: Materialien der republikanischen wissenschaftlich-praktischen Nachwuchskonferenz zum 2. Februar - Jugendtag Baku, Aserbaidschanische Universität am 2. Februar 2011, S. 221–222.
- Wirtschaftliche und politische Wurzeln der deutschen Versuche, im Kontext der Geschichtsschreibung in der Türkei Fuß zu fassen // Materialien der Internationalen Wissenschaftskonferenz „Aktuelle Probleme nachhaltiger Entwicklung im Kontext der Globalisierung“ zum 88. Geburtstag des Staatschefs Heydar Aliyev und das 93-jährige Jubiläum. moderne aserbaidschanische Staatlichkeit Baku, Aserbaidschanische Universität 4.–5. Mai 2011, S. 460–461.
- "Die Rolle von Museen bei der Stärkung des Gedächtnisses der Schüler im Geschichtsunterricht." Die I. Republikanische Wissenschaftliche Konferenz "Forschung, Popularisierung, Schutz und Wiederherstellung nationaler Werte, die in Museen, Archiven und Bibliotheken geschützt sind" fand am 20. Juni 2017 im Nationalen Geschichtsmuseum von Aserbaidschan, S. 141–145, statt.
- Die Rolle der Museen bei der Vermittlung historischer Demografie im Geschichtsunterricht. II. Republikanische wissenschaftliche Konferenz "Forschung, Popularisierung, Schutz und Wiederherstellung nationaler Werte, die in Museen, Archiven und Bibliotheken geschützt sind", 2018, S. 170–175.[8]
- Fragen der historischen Demographie in den Studien von Ahmad Bey Agaoglu. PROCEEDING International Conference on Sustainable Development And Actual Problems of Humanitarian Sciences, 14.–15. Mai 2018, S. 469–475.
- Wissenschaftliche Erkenntnisse zur historischen Demographie des aserbaidschanischen Volkes. Der Platz und die Rolle der Fakultät für Geschichte der Staatlichen Universität Baku im gesellschaftspolitischen Leben Aserbaidschans. Republikanische wissenschaftliche Konferenz. Baku, 8.–9. Oktober 2019.[9]
- Auswirkungen des Zweiten Weltkriegs auf die sozioökonomische und demografische Situation der Bevölkerung in Aserbaidschan // Internationale Wissenschaftskonferenz „Aserbaidschan während des Zweiten Weltkriegs“, 22. Juni 2020.[10]
- Fragen der historischen Demographie in der Geschichtsschreibung Aserbaidschans in der zweiten Hälfte des 20. Jahrhunderts. III. Internationale Wissenschaftskonferenz für Geistes- und Sozialwissenschaften, 6. April 2021.[11]
- Fragen der historischen Demographie in den Studien aserbaidschanischer Historiker der zweiten Hälfte des 20. Jahrhunderts. Materialien der IV. Republikanischen Wissenschafts- und Praxiskonferenz junger Forscher, 9. April 2021.
- Demographische Ansichten zum Einfluss natürlicher Faktoren auf die Bevölkerung im Werk von Nizami Ganjavi. PROCEEDING Internationale Konferenz über Werke von Nizami Ganjavi als literarische und historische Quelle, 7. Mai 2021, Baku, S. 82–85.[12]
- Historische und demographische Ansichten zum Familienmodell im Werk von Nizami Ganjavi // Materialien der wissenschaftlich-theoretischen Konferenz zum 880-jährigen Jubiläum von Nizami Ganjavi "Nizami Ganjavi: Vorgänger und Nachfolger - Mittelalterliche Handschriften und historische Probleme der aserbaidschanischen Kultur", Institut von Manuskripten benannt nach Muhammad Fizuli ANAS, 22. November 2021.[13]
- Bevölkerungsprobleme in Studien zur primitiven Gesellschaft in der Geschichtsschreibung Aserbaidschans in der zweiten Hälfte des 20. Jahrhunderts // Proceedings of the I International Conference on the Fundamentals of the Humanities and Social Sciences, Baku, 24. Dezember 2021.[14]
- Historische und demografische Probleme in der wissenschaftlichen Kreativität des aserbaidschanischen Historikers und Archäologen Mammadali Huseynov. AICNHS 1st International Conference on new horizons in science, 12.–15. Januar 2023, Cairo, Egypt. S. 108–113.[15]
- Fragen der historischen demografie in den forschungsarbeiten aserbaidschanischer Historiker zum mittelalterlichen zeitraum in der zweiten Hälfte des 20. Jahrhunderts // I International Scientific and Practical Conference «Modern science: experience, traditions, innovations», 31. Januar–1. Februar 2023, Berlin. Germany. S. 27–32.[16]

## Auszeichnungen
- Ehrendekret anlässlich des 50. Geburtstags für Verdienste um die Entwicklung von Wissenschaft und Bildung in Aserbaidschan, seine Rolle bei der Erziehung der jungen Generation im Geiste des Patriotismus und seinen Beitrag zur Steigerung des Ansehens der Staatlichen Universität Baku
- Medaille "100 Jahre Staatliche Universität Baku (1919-2019)"[17][18].

## Ausgewählte Werke

### Aserbaidschanisch
- Almaniyanın Osmanlı imperiyasına müdaxiləsinin iqtisadi-siyasi köklər alman - rus tarixşünaslığın kontekstində // Tarix və Onun preblemlər № 3, 2006
- XIX əsrin sonu XX əsrin əvvələrində Almaniyanın Türkiyəyə müdaxiləsi və alman-inglis ziddiyyətləri rus - alman tarixşünaslığında // ADPU "Xəbərlər" Humanitar elmlər seriyası № 1., 2004
- XIX əsrin sonu - XX əsrin əvvəllərində Almaniyanın Türkiyəyə dair bank - kredit siyasəti alman və rus tarixşünaslığında // Tarix və Onun problemləri Bakı, 2013 № 2 s.346–351[19]
- Azərbaycan xalqının qədim inancları tarixi tədqiqatlarda. Tarix və onun problemləri N3səh.267–272, 2015.
- Tarix fənninin tədrisində incəsənətlə tərbiyə BDU-nun Xəbərləri humanitar seriyası N3,səh.123–128, 2015[20].
- Anar İsgəndərov, Adil Mövlayi. Şeyxülislamlığın tarixi. Bakı, 2016 (переведено исторические источники.)
- Xalqımızın Novruz Bayranı ilə bağlı inancları. Tarix və Onun problemləri N2, 2016. səh.327–331.
- Azərbaycan Xalqının Günəş kultuna dair inanclar. Tarix və Onun Problemlər №1 Tarix və Onun №1, Bakı 2017
- Azərbaycan xalqının qədim inanc, adət və mərasimlərində demoqrafik baxışlar. Tarix və Onun Problemləri №1, 2018, 344–349
- Azərbaycan Xalqının daşla bağlı inanclarında tarixi demoqrafiya məsələləri. GeoStrategiya № 02 (44) mart-aprel, 2018 il, s. 37–40[21].
- Azərbaycan Xalq Cümhuriyyəti Xadimlərinin əsərlərində tarixi demoqrafik baxışlar. Tarix və Onun Problemləri № 2. 2018. s. 51–57
- Tarixi demoqrafiya proqramı // Mənbəşünaslıq, tarixşünaslıq və metodika kafedrası Bakalavr seviyyəsi üçün Tarix fakültəsinin Tarixçi - 050206 üzrə İPF-B01. Bakı. 2018
- Azərbaycan xalqının qədim ailə institutu milli adət və inanclar sistemində // AMEA Məhəmməd Füzuli adına Əlyazmalar İnstitutu. Elmi Əsərlər N1(6), 2018. s. 80–87
- Azərbaycan xalqının Günəşlə bağlı folklor nümunələrində tarixi demoqrafiya məsələləri. // AMEA Məhəmməd Füzuli adına Əlyazmalar İnstitutu. Elmi Əsərlər N2(7), 2018. s. 18–23.
- Azərbaycan xalqının təbiətlə bağlı inanclarında tarixi demoqrafiya məsələlərinin tədqiqi // Tarix və Onun problemləri, N3, 2018, s, 316–321.
- İbn Xəldunun tarixi-demoqrafik baxışları. Tarix və onun problemləri. N4, 2018. s.269–272.
- Azərbaycan Tarixşünaslığında Xalqımızın İslamqədərki Dəfn Mərasimlərində Tarixi Demoqrafik Məsələlərin Tədqiqi. BDU-Xəbərləri (humanitar seriyası) N3, 2018, s.78–85
- Tarixi demoqrafiyanın aktual məsələlərinə dair. Tarix və onun problemləri №1, 2019. s.269–275.
- İbn Sinanın tarixi-demoqrafik baxışları. Tarix və onun problemləri №2, 2019. s.382–386.
- Azərbaycan xalqının ağac və bitkilərlə bağlı qədim inanc, adət və mərasimlərində demoqrafik baxışlar."Folkloüşünaslıq" beynəlxalq elmi-nəzəri jurnal, 2019. s.37–43.
- Antik dövr mütəfəkkir və alimlərinin demoqrafik baxışları. Tarix və Onun Problemləri, 2019, N3, s.357–361[22].
- Azərbaycanın 20-30-cu illər tarixşünaslığında tarixi demoqrafiya məsələləri. Tarix və Onun Problemləri, 2019, N4, s.270–275.
- Azərbaycanın qədim və orta əsrlər şəhər və əhalisi tarixi mənbələrdə. BDU-nun Xəbərləri humanitar seriyası N2, 2019, s.101–106.
- Azərbaycan xalqının su ilə bağlı qədim inanc, adət və mərasimlərində tarixi-demoqrafik baxışlar. AMEA Məhəmməd Füzuli adına Əlyazmalar İnstitutu. Elmi Əsərlər N2(9), 2019. s. 26–32.[23]
- Azərbaycan folklorunda ana ilə bağlı nümunələrdə tarixi-demoqrafiya məsələləri. AMEA Məhəmməd Füzuli adına Əlyazmalar İnstitutu. Elmi Əsərlər N1 (10) yanvar-iyun, 2020. s. 36–41.
- XIX əsrdə Azərbaycanda cərəyan edən siyasi proseslərin demoqrafik vəziyyətə təsiri. Dünya azərbaycanlıları: tarix və müasirlik (elmi-nəzəri toplu), VII buraxılış, Bakı, "Füyuzat", 2020, s.91–97.
- Azərbaycan xalqının Vətənin müdafiəsi və ananın yenilməzliyi ilə bağlı inanclar sistemində tarixi demoqrafiya məsələləri. Dünya azərbaycanlıları: tarix və müasirlik (elmi-nəzəri toplu), VII buraxılış, Bakı, "Füyuzat", 2020, s. 141–148.
- Azərbaycan xalqının daşla bağlı inanclarında şəhid ruhlarına ehtiram və nəsil artımı ilə bağlı tarixi demoqrafik baxışlar. Tarix və Onun Problemləri, Bakı, 2020, Xüsusi buraxılış, s.113–119.
- Azərbaycan 40-50-ci illər tarixşünaslığında tarixi demoqrafiya məsələləri. Tarix və Onun Problemləri, 2021, N1, s.165–168.
- Azərbaycanın XX əsrin ikinci yarısı tarixşünaslığında tarixi demoqrafiya məsələləri. Humanitar və ictimai elmlər üzrə III Beynəlxalq Elmi konfransın materialları, Bakı, 2021, s.16–22.
- Dahi Azərbaycan şairi Nizami Gəncəvinin ailə modeli və nəsil artımı ilə bağlı tarixi demoqrafik baxışları. Tarix və Onun Problemləri, 2021, N2, s.257–261.
- Nizami Gəncəvinin əsərlərində ətraf mühit, təbii-coğrafi amillər və məskunlaşma problemləri. İpək yolu, No.2, 2021, s.5–12[24]
- Azərbaycan 60–70-ci illər tarixşünaslığında tarixi demoqrafiya məsələləri. Tarix və Onun Problemləri, 2021, N3, s.212–117.
- “Kitabi-Dədə Qorqud” eposunda Azərbaycan xalqının əhali artımı ilə bağlı tarixi-demoqrafik baxışları. Dədə Qorqud dünyası elmi-nəzəri jurnal, №1 (3), 2021, s.71–80.
- XX əsrin ikinci yarısı Azərbaycan və Rusiya tarixçilərinin ibtidai cəmiyyətdə məskunlaşma və ona təsir edən amillərlə bağlı tədqiqat əsərlərində tarixi demoqrafiya məsələləri. Tarix və Onun Problemləri, 2021, N4, s.254-262.
- XX əsrin ikinci yarısı Azərbaycan tarixçilərinin orta əsrlər dövrünə dair tədqiqat əsərlərində tarixi demoqrafiya məsələləri. Dünya azərbaycanlıları: tarix və müasirlik (elmi-nəzəri toplu), VIII buraxılış, Bakı, "Füyuzat", 2021, 160 s, s.91–99.
- XX əsrin ikinci yarısı – XXI əsrin əvvəllərində Azərbaycan tarixçilərinin 1918-ci ilin mart soyqırımları ilə bağlı tədqiqat əsərlərində tarixi demoqrafiya məsələləri. Tarix və Onun Problemləri, 2022, N1, s.52–61.
- XX əsrin ikinci yarısı – XXI əsrin əvvəlləri Azərbaycan və Rusiya tarixçilərinin orta əsrlər dövrünə dair tədqiqat əsərlərində tarixi demoqrafiya məsələləri. Tarix, insan və cəmiyyət, 1 (34), 2022, s.21–32.[25]
- “Kitabi-Dədə Qorqud” eposunda doğum və ölümlə bağlı tarixi demoqrafiya məsələlər. Dədə Qorqud dünyası elmi-nəzəri jurnal, № 1, 2022, s.28-38.
- Azərbaycan xalçalarındakı naxışlarda tarixi demoqrafiya elementləri. Bakı Universitetinin xəbərləri (humanitar elmlər seriyası), № 1, 2022, s.73–84.[26]
- XX əsrin ikinci yarısı Azərbaycan tarixşünaslığında ibtidai dövrdə Qarabağda məskunlaşma ilə bağlı tarixi demoqrafiya məsələləri. Tarix və onun problemləri, 2022, № 2, s.249–254.
- XX əsrin ikinci yarısı – XXI əsrin əvvəlləri Vətən tarixşünaslığında Azərbaycanın orta əsr şəhərlərinə dair tədqiqat əsərlərində tarixi demoqrafiya məsələləri. Tarix, insan və cəmiyyət, 2 (35), 2022, s.11-20.[27]
- XX əsrin II yarısı Vətən tarixşünaslığında ermənilərin xalqımıza qarşı törətdikləri soyqırımları və sosial-iqtisadi dağıntıların qarşısının alınmasında Azərbaycan-Türkiyə qardaşlığının tədqiq. Azərbaycan və Türkiyənin iqtisadi əməkdaşlığının strateji istiqamətləri. Beynəlxalq elmi konfrans (26-27 may 2022). Sumqayıt, 2022, s.404-409.
- XIX əsr – XX əsrin əvvəllərində Şimali Azərbaycanda baş verən siyasi proseslərin Şuşanın demoqrafik vəziyyətinə təsiri XXI əsr Azərbaycan tarixşünaslığında. Tarix və onun problemləri, 2022, Xüsusi buraxılış, s.79–87.
- XX əsrin II yarısı Azərbaycan tarixşünaslığında antik dövr şəhərlərinə dair tədqiqat əsərlərində tarixi demoqrafiya məsələləri. Tarix, insan və cəmiyyət, 3 (36), 2022, s.13-25.[28]
- Azərbaycan arxeoloq-tarixçisi Fazil Osmanovun XX əsrin II yarısı – XXI əsrin əvvəllərinə dair elmi tədqiqat əsərlərində tarixi demoqrafiya məsələləri. Bakı Universitetinin xəbərləri (humanitar elmlər seriyası), № 3, 2022, s.62–74.[29]
- XX əsrin əvvəllərində erməni-daşnak birləşmələrinin Şuşada törətdikləri soyqırımlarının Azərbaycanın demoqrafik vəziyyətinə təsiri XXI əsr Vətən tarixşünaslığında. Tarix, insan və cəmiyyət, 4 (37), 2022, s.126-136.[30]
- XIX əsrdə Azərbaycanın tarixi demoqrafiya problemləri Vətən tarixşünaslığında. Dünya azərbaycanlıları: tarix və müasirlik (elmi-nəzəri toplu), IX buraxılış, Bakı, "Füyuzat", 2022/2023, s.72–80.
- XX əsrin II yarısı Rusiya alimlərinin ailə ilə bağlı tədqiqat əsərlərində tarixi demoqrafiya məsələləri. Tarix və onun problemləri, 2023, № 1, s. 249-254.
- Məmmədəli Hüseynovun tədqiqat əsərlərində əhali artımı və məskunlaşmasına dair tarixi demoqrafiya məsələləri. “Pedaqoji Universitetin Xəbərləri” Humanitar, ictimai və pedaqoji-psixoloji elmlər seriyası, c.71, №1, 2023, s. 67-77.[31]
- XX əsrin II yarısı Azərbaycan və Rusiya tarixşünaslığında tarixi demoqrafiyanın aktual məsələləri. Tarix, insan və cəmiyyət, 1 (38), 2023, s.66-78.[32]
- Heydər Əliyev və Azərbaycan Respublikasının Demoqrafik İnkişaf Konsepsiyası. Tarix və onun problemləri, 2023, № 2, Xüsusi buraxılış, s.107–115.[33]

### Russisch
- Попытки усиления Германии в Турции в конце XIX начале XX века на материалах русской и германской историографии  // Межкультурные коммуникации. Тбилиси, No. 8. 2009. S. 107–116.[34][35]
- Историография банковско - кредитной политики Германии в Турции в конце XIX - начале XX века // Гилея. Научный вестник - Сборник научных статей по истории, философии и права Украинской Академии Наук. Киев, 2014 г. выпуск 83 (No.4) S. 131–134.[36]
- Программа Историографии по истории США., БГУ, 2016.
- Культ Солнца в доисламской системе верований Азербайджанского народа. Akademik Tarih ve Düşünce Dergisi, Uluslararası Hakemi Dergi Cilt:IV/sayı:XI/Mayıs/MMXVII, Ankara Üniversitesi, 2017. стр. 200–209.[37]
- Культ Солнца в древней системе верований азербайджанцев. Следуя традициям, No.5 (89), 2017. S. 32–37.[38]
- К символике орнамента на азербайджанских коврах. İrs-Наследие, №110, 2021, S. 40–44[39].

### Englisch
- Study of historical demographic issues in pre-Islamic funeral ceremonies of Turkic peoples in Azerbaijani historiography. Akademik Tarih ve Düşünce Dergisi, Cilt:8/sayı:2/Haziran, Ankara, 2021, S. 481–494[40][41].
- Demographic situation in Azerbaijan in the middle ages in Azerbaijani historiography of the second half of the XX century - the beginning of the XXI century. Annali d’Italia, №40, 2023, S. 24–28.[42]
- Historical and demographic views on environmental, natural geographical and population settlement issues in the works of Nizami Ganjavi. Norwegian Journal of development of the International Science, №102, 2023, S. 43–46.[43]
- Historical and demographic issues related to ancient beliefs, customs and ceremonies of the Azerbaijani people (on the basis of Azerbaijani historiography in second half of the XX - early XXI centuries). Deutsche internationale Zeitschrift für zeitgenössische Wissenschaft, №57, 2023, S. 15–16[44]
- The history of the development of the historical and demographic thought in Azerbaijan in the Azerbaijani historiography of the second half of the XX century – the beginning of the XXI century. Scientific discussion, Band 1, No 77, 2023, S. 10–15.[45]
- Historical demographic issues in the studies on primitive society of Azerbaijani historians in the second half of XX century.  Danish scientific journal, № 85, 2024, pp.37-42.[46]

### In Spanisch
- Sobre la ornamentación y simbolismo de las alfombras Azerbaiyanas. İrs-Herencia, № 15, 2023, p.28-32.[47]

### Wissenschaftliche Bücher
- Iskenderov A., Mamedov A. Historische Demographie. Baku, 2017. (russisch)
- Geschichtsschreibung zur Geschichte der Vereinigten Staaten. Studienführer für das Fachgebiet 050211 Regionale Studien (Amerikanistik). Baku, 2018.  (russisch)
- Tarixi demoqrafiya. Dərslik. Bakı, 2019.[48]
- Anar İsgəndərov, Aydın Məmmədov. Tarix və onun metodologiyası. Ali məktəblər üçün dərslik. Bakı, "ADMİU", 2024, 312 s.